# Pavonia calcicola
Pavonia calcicola là một loài thực vật có hoa trong họ Cẩm quỳ. Loài này được (Britton) Ekman mô tả khoa học đầu tiên năm 1928.